# Mundschleimhaut

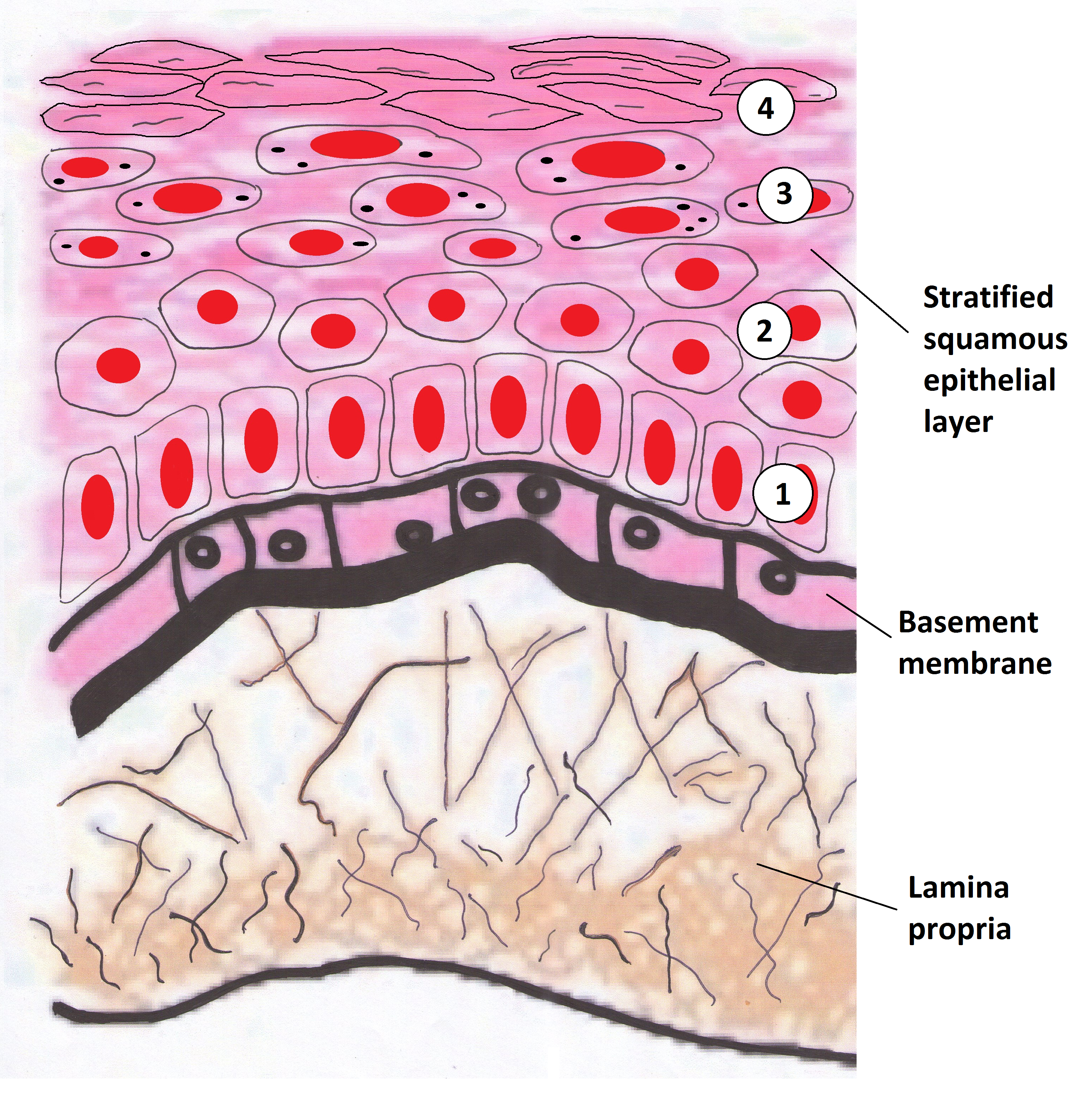
Schematische Darstellung der einzelnen Schichten der keratinisierten Mukosa:
1: Stratum basale
2: Stratum spinosum
3: Stratum granulosum
4: Stratum corneum

Die Mundschleimhaut ist die Auskleidung der Mundhöhle. Die lateinische Bezeichnung Tunica mucosa oris leitet sich ab von lateinisch tunica ,Haut‘, ,Gewebe(schicht)‘, mucus ‚Schleim‘ und os (Genitiv oris) ,Mund‘. Die gesunde Mundschleimhaut erscheint rosafarben und feucht.

## Aufbau
Die Mundschleimhaut besteht aus einer bindegewebigen Eigenschicht (Lamina propria) mit einzelnen Abwehrzellen (Lymphozyten, Makrophagen), die von einem mehrschichtigen Plattenepithel bedeckt ist. Das Epithel ist größtenteils unverhornt, im Bereich des harten Gaumens, des Zungenrückens und des Zahnfleischs jedoch verhornt, da diese Bereiche beim Kauvorgang stark beansprucht werden. Im Epithel kommen neben Epithelzellen auch Pigmentzellen (Melanozyten), Langerhans-Zellen und Merkel-Zellen vor. Im Bereich der Zunge kommt ein spezialisiertes Epithel vor, in das die Geschmackspapillen eingebettet sind.
An einigen Stellen, vor allem den unverhornten, ist eine Tela submucosa ausgebildet, in die Speicheldrüsenpakete eingelagert sind, während die Submukosa an den hoher mechanischer Belastung ausgesetzten Stellen fehlt und die Schleimhaut damit nahezu unverschieblich ist. Im Übrigen enthält die Mundschleimhaut Sinnesrezeptoren für das Tast-, Schmerz- und Temperaturempfinden. Die Oberflächensensibilität ist Teil der Exterozeption.
Der Speichel hat dabei eine besondere Funktion. Er bedeckt die Mundschleimhaut mit einem Film und schützt sie dadurch vor mechanischen, thermischen, chemischen und bakteriologischen Einflüssen.

## Mundschleimhauterkrankungen
Eine Entzündung der Mundschleimhaut wird als Stomatitis bezeichnet, im Bereich des Zahnfleischs als Gingivitis. Andere häufige Erkrankungen der Mundschleimhaut sind:
- oraler Lichen planus
- Candida-Infektionen, Soor
- Leukoplakie
- blasenbildende Erkrankungen
- Hyperplasie der Gingiva (Gingivahyperplasie)
- Glossitis (Entzündung der Zunge)
- Cheilosis (Mundwinkelstomatitis)

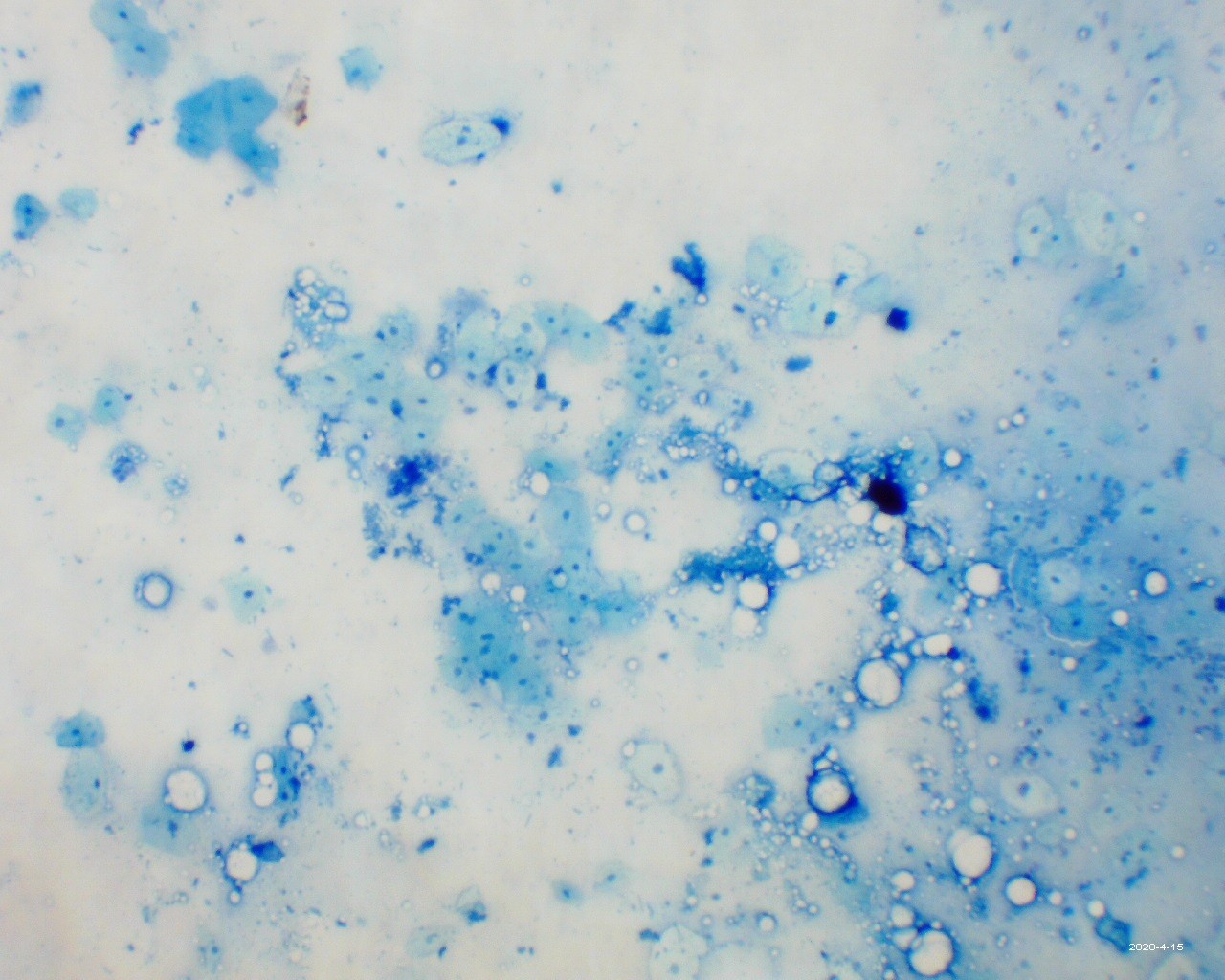
Gruppe von Mundschleimhautzellen (lichtmikroskopisch)

Mundschleimhauterkrankungen können Ausdruck eines lokalen Geschehens, einer übergeordneten Dermatose (Hautkrankheit) oder einer systemischen Erkrankung sein. Einige Mundschleimhauterkrankungen können Vorstadien einer malignen (bösartigen) Erkrankung sein – das sind Präkanzerosen.
Veränderungen der Mundschleimhaut sind relativ häufig, bereiten dem praktischen Zahnarzt jedoch trotzdem oft Schwierigkeiten bei der Diagnose, da sie in sehr zahlreichen Formen auftreten können und sich trotz verschiedener Ursachen oft ähneln. Auch wenn es sich um dasselbe Krankheitsbild handelt, führt die Topografie der Läsionen zu verschiedenen morphologischen Bildern.

## Weblinks

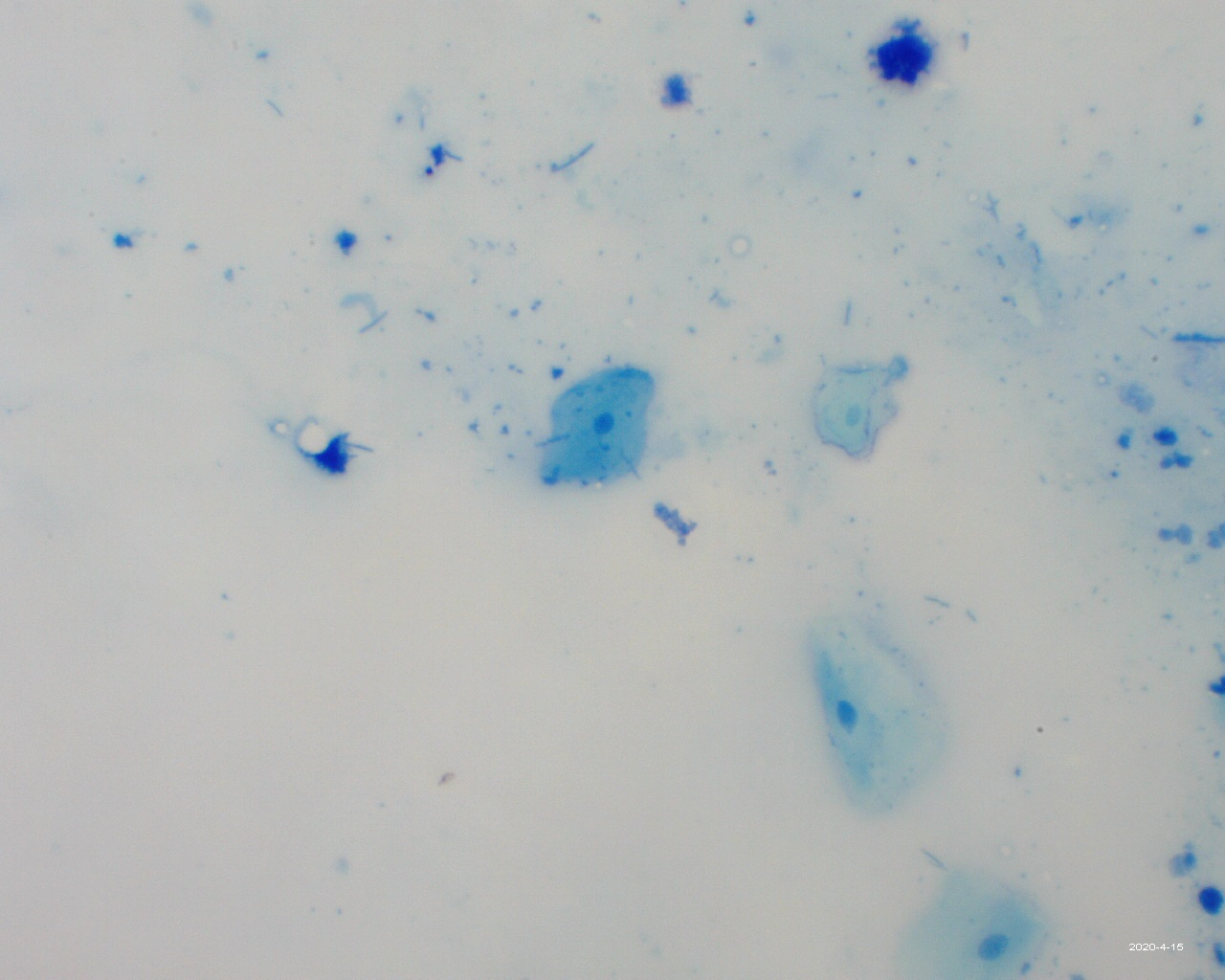
Lichtmikroskopische Aufnahme einer einzelnen in Menthylenblau gefärbter Mundschleimhautzelle